# Tatarsk
För orten Tatarsk i Smolensk-regionen, se Tatarsk, Smolensk-regionen.

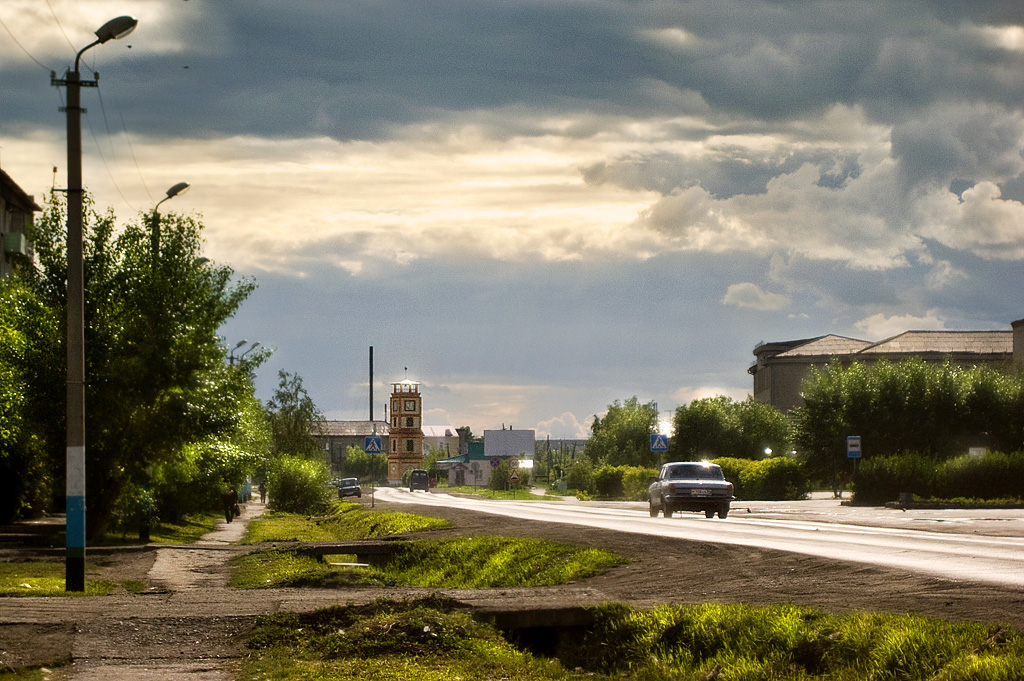
Tatarsk.

Tatarsk (ryska Татарск) (kazakh: Татарка) är en stad i Novosibirsk oblast, Ryssland. Folkmängden uppgick till 24 208 invånare i början av 2015.